# Championnats du monde de gymnastique rythmique
Les Championnats du monde de gymnastique rythmique ont lieu depuis 1963.

## Nations participantes
| Année | Édition | Lieu                | Pays                 | C G É | Individuel | Individuel | Individuel | Individuel | Individuel | Individuel | Groupe | Groupe | Groupe |
| Année | Édition | Lieu                | Pays                 | C G É | CG         |            |            |            |            |            | CG     | E1     | E2     |
| ----- | ------- | ------------------- | -------------------- | ----- | ---------- | ---------- | ---------- | ---------- | ---------- | ---------- | ------ | ------ | ------ |
| 1963  | I       | Budapest            | Hongrie              |       | x          |            |            |            |            |            |        |        |        |
| 1965  | II      | Prague              | Tchécoslovaquie      |       | x          |            |            |            |            |            |        |        |        |
| 1967  | III     | Copenhague          | Danemark             |       | x          | x          | x          |            |            |            |        | x      |        |
| 1969  | IV      | Varna               | Bulgarie             |       | x          | x          | x          | x          |            |            |        | x      |        |
| 1971  | V       | La Havane           | Cuba                 |       | x          | x          | x          | x          |            | x          |        | x      |        |
| 1973  | VI      | Rotterdam           | Pays-Bas             |       | x          |            | x          | x          | x          | x          |        | x      |        |
| 1975  | VII     | Madrid              | Espagne              |       | x          |            | x          | x          | x          | x          |        | x      |        |
| 1977  | VIII    | Bâle                | Suisse               |       | x          | x          | x          | x          |            | x          |        | x      |        |
| 1979  | IX      | Londres             | Grande-Bretagne      |       | x          | x          |            | x          | x          | x          |        |        |        |
| 1981  | X       | Munich              | Allemagne de l'Ouest |       | x          | x          | x          |            | x          | x          |        | x      |        |
| 1983  | XI      | Strasbourg          | France               |       | x          |            | x          | x          | x          | x          |        | x      |        |
| 1985  | XII     | Valladolid          | Espagne              |       | x          | x          |            | x          | x          | x          |        | x      |        |
| 1987  | XIII    | Varna               | Bulgarie             |       | x          | x          | x          |            | x          | x          | x      | x      | x      |
| 1989  | XIV     | Sarajevo            | Yougoslavie          | x     | x          | x          | x          | x          |            | x          | x      | x      | x      |
| 1991  | XV      | Le Pirée            | Grèce                | x     | x          | x          | x          | x          | x          |            | x      |        |        |
| 1992  | XVI     | Bruxelles           | Belgique             |       | x          | x          | x          | x          | x          |            | x      |        |        |
| 1993  | XVII    | Alicante            | Espagne              | x     | x          | x          | x          | x          | x          | x          |        |        |        |
| 1994  | XVIII   | Paris               | France               |       | x          |            | x          | x          | x          | x          | x      | x      | x      |
| 1995  | XIX     | Vienne              | Autriche             | x     | x          | x          |            | x          | x          | x          | x      | x      | x      |
| 1996  | XX      | Budapest            | Hongrie              |       |            | x          |            | x          | x          | x          | x      | x      | x      |
| 1997  | XXI     | Berlin              | Allemagne            | x     | x          | x          | x          |            | x          | x          |        |        |        |
| 1998  | XXII    | Séville             | Espagne              |       |            |            |            |            |            |            | x      | x      | x      |
| 1999  | XXIII   | Osaka               | Japon                | x     | x          | x          | x          | x          |            | x          | x      | x      | x      |
| 2001  | XXIV    | Madrid              | Espagne              | x     | x          | x          | x          | x          | x          |            |        |        |        |
| 2002  | XXV     | La Nouvelle-Orléans | États-Unis           |       |            |            |            |            |            |            | x      | x      | x      |
| 2003  | XXVI    | Budapest            | Hongrie              | x     | x          |            | x          | x          | x          | x          | x      | x      | x      |
| 2005  | XXVII   | Bakou               | Azerbaïdjan          | x     | x          | x          |            | x          | x          | x          | x      | x      | x      |
| 2007  | XXVIII  | Patras              | Grèce                | x     | x          | x          | x          |            | x          | x          | x      | x      | x      |
| 2009  | XXIX    | Mie                 | Japon                | x     | x          | x          | x          | x          |            | x          | x      | x      | x      |
| 2010  | XXX     | Moscou              | Russie               | x     | x          | x          | x          | x          |            | x          | x      | x      | x      |
| 2011  | XXXI    | Montpellier         | France               | x     | x          |            | x          | x          | x          | x          | x      | x      | x      |
| 2013  | XXXII   | Kiev                | Ukraine              |       | x          |            | x          | x          | x          | x          | x      | x      | x      |
| 2014  | XXXIII  | Izmir               | Turquie              | x     | x          |            | x          | x          | x          | x          | x      | x      | x      |
| 2015  | XXXIV   | Stuttgart           | Allemagne            | x     | x          |            | x          | x          | x          | x          | x      | x      | x      |
| 2017  | XXXV    | Pesaro              | Italie               |       | x          |            | x          | x          | x          | x          | x      | x      | x      |
| 2018  | XXXVI   | Sofia               | Bulgarie             | x     | x          |            | x          | x          | x          | x          | x      | x      | x      |
| 2019  | XXXVII  | Bakou               | Azerbaïdjan          | x     | x          |            | x          | x          | x          | x          | x      | x      | x      |
| 2021  | XXXVIII | Kitakyūshū          | Japon                | x     | x          |            | x          | x          | x          | x          | x      | x      | x      |
| 2022  | XXXIX   | Sofia               | Bulgarie             | x     | x          |            | x          | x          | x          | x          | x      | x      | x      |

## Médaillées

### Épreuves individuelles
- Liste des médaillées aux championnats du monde de gymnastique rythmique - Concours général individuel
- Liste des médaillées aux championnats du monde de gymnastique rythmique - Corde
- Liste des médaillées aux championnats du monde de gymnastique rythmique - Cerceau
- Liste des médaillées aux championnats du monde de gymnastique rythmique - Ballon
- Liste des médaillées aux championnats du monde de gymnastique rythmique - Massues
- Liste des médaillées aux championnats du monde de gymnastique rythmique - Ruban

### Ensembles

#### Concours général
| Édition | Lieu                         | Or                              | Argent                         | Bronze          |
| ------- | ---------------------------- | ------------------------------- | ------------------------------ | --------------- |
| 1967    | Copenhague, Danemark         | URSS                            | Tchécoslovaquie                | Bulgarie        |
| 1969    | Varna, Bulgarie              | Bulgarie                        | Union soviétique               | Tchécoslovaquie |
| 1971    | La Havane, Cuba              | Bulgarie                        | URSS                           | Italie          |
| 1973    | Rotterdam, Pays-Bas          | Union soviétique                | Tchécoslovaquie                | RDA             |
| 1975    | Madrid, Espagne              | Italie                          | Japon                          | Espagne         |
| 1977    | Bâle, Suisse                 | URSS                            | Bulgarie                       | Tchécoslovaquie |
| 1979    | Londres, Angleterre          | URSS                            | Tchécoslovaquie                | Bulgarie        |
| 1981    | Munich, RFA                  | Bulgarie                        | URSS                           | Tchécoslovaquie |
| 1983    | Strasbourg, France           | Bulgarie                        | Union soviétique               | Corée du Nord   |
| 1985    | Valladolid, Espagne          | Bulgarie                        | Union soviétique Corée du Nord |                 |
| 1987    | Varna, Bulgarie              | Bulgarie                        | URSS                           | Espagne Chine   |
| 1989    | Sarajevo, Yougoslavie        | Bulgarie                        | URSS                           | Espagne         |
| 1991    | Athènes, Grèce               | Espagne                         | URSS                           | Corée du Nord   |
| 1992    | Bruxelles, Belgique          | Russie                          | Espagne                        | Corée du Nord   |
| 1994    | Paris, France                | Russie                          | Espagne                        | Bulgarie        |
| 1995    | Vienne, Autriche             | Bulgarie                        | Espagne                        | Biélorussie     |
| 1996    | Budapest, Hongrie            | Bulgarie                        | Espagne                        | Biélorussie     |
| 1998    | Séville, Espagne             | Biélorussie                     | Espagne                        | Russie          |
| 1999    | Osaka, Japon                 | Russie                          | Grèce                          | Biélorussie     |
| 2002    | Nouvelle-Orléans, États-Unis | Russie                          | Biélorussie                    | Grèce           |
| 2003    | Budapest, Hongrie            | Russie                          | Bulgarie                       | Biélorussie     |
| 2005    | Bakou, Azerbaïdjan           | Russie                          | Italie                         | Biélorussie     |
| 2007    | Patras, Grèce                | Russie                          | Italie                         | Biélorussie     |
| 2009    | Mie, Japon                   | Italie                          | Biélorussie                    | Russie          |
| 2010    | Moscou, Russie               | Italie                          | Biélorussie                    | Russie          |
| 2011    | Montpellier, France          | Italie                          | Russie                         | Bulgarie        |
| 2013    | Kiev, Ukraine                | Espagne                         | Italie                         | Russie          |
| 2014    | Izmir, Turquie               | Bulgarie                        | Italie                         | Biélorussie     |
| 2015    | Stuttgart, Allemagne         | Russie                          | Bulgarie                       | Espagne         |
| 2018    | Plovdiv, Bulgarie            | Russie                          | Bulgarie                       | Italie          |
| 2019    | Bakou, Azerbaïdjan           | Russie                          | Japon                          | Bulgarie        |
| 2021    | Kitakyūshū, Japon            | Fédération russe de gymnastique | Italie                         | Biélorussie     |

## Tableau des médailles
mis à jour après les championnats du monde de 2015
| Rang  | Nation                       | Or       | Argent   | Bronze  | Total     |
| ----- | ---------------------------- | -------- | -------- | ------- | --------- |
| 1     | Russie Union soviétique      | 40 11 51 | 20 17 37 | 11 5 16 | 71 33 104 |
| 2     | Bulgarie                     | 20       | 16       | 18      | 54        |
| 3     | Ukraine                      | 5        | 5        | 11      | 21        |
| 4     | Biélorussie                  | 1        | 5        | 11      | 17        |
| 5     | Italie                       | 4        | 8        | 2       | 14        |
| 6     | Espagne                      | 3        | 5        | 6       | 14        |
| 7     | République tchèque           | 1        | 3        | 4       | 8         |
| 8     | Allemagne Allemagne de l'Est | 1 0 1    | 1 1 2    | 0 1 1   | 2 2 4     |
| 9     | Corée du Nord                | 0        | 1        | 3       | 4         |
| 10    | Grèce                        | 0        | 1        | 1       | 2         |
| 10    | Japon                        | 0        | 1        | 1       | 2         |
| 12    | Azerbaïdjan                  | 0        | 0        | 4       | 4         |
| 13    | Israël                       | 0        | 1        | 0       | 1         |
| 14    | Corée du Sud                 | 0        | 0        | 1       | 1         |
| 14    | Chine                        | 0        | 0        | 1       | 1         |
| Total | Total                        | 59       | 63       | 54      | 176       |